# Polisi Dodoma
El Polisi Dodoma es un equipo de fútbol de Tanzania que juega en la Segunda División de Tanzania, la segunda liga de fútbol más importante del país.

## Historia
Fue fundado en la capital Dodoma, aunque sus partidos de local los juega en Morogoro.
Nunca ha ganado títulos, esto a raíz de no ser un equipo muy constante y normalmente ubicarse en las posiciones más bajas de la liga, poniendo en peligro siempre su presencia en la misma.
A pesar de no haber ganado nada, participó en la Liga de Campeones de la CAF 2007.

## Participación en competiciones de la CAF
| Temporada | Torneo                      | Ronda      | Club              | Casa | Visita | Global |
| --------- | --------------------------- | ---------- | ----------------- | ---- | ------ | ------ |
| 2007      | Liga de Campeones de la CAF | Preliminar | Al-Hilal Omdurmán | 0-2  | 0-4    | 0-6    |